# Kostel Nalezení svatého Kříže (Dubá)
Kostel Nalezení svatého Kříže v Dubé (někdy uváděn jako kostel Povýšení svatého Kříže) je římskokatolický farní a děkanský kostel v Dubé na Českolipsku. Mohutný pozdně barokní kostel je dodnes svými rozměry i umístěním při odbočce k silnici Praha – Česká Lípa nápadnou dominantou města. Od roku 1965 je kostel zapsán pod v celostátním seznamu kulturních památek.

## Historie
V Dubé stál původní kostel na severním okraji města. Nový kostel byl postaven v letech 1744–1760 blíže středu města, u křižovatky dnešních ulic Českolipská a Požárníků. Z původního kostela byly do nového přeneseny některé předměty, např. obrazy. Stavba byla vybudována nákladem hraběte Františka Karla Rudolfa Swéerts-Sporcka architektem kostela Nanebevzetí Panny Marie v Konojedech, který patřil do okruhu kolem architektů Kiliána Ignáce Dientzenhofera, Anselma Luraga, kterému bývá někdy připisována. Báně věží shořely při požáru v roce 1845. Dále byl kostel poškozen při bombardování v roce 1945 a poté opraven. K další velké opravě do v letech 1985–1991, kdy proběhla kompletní generální oprava.

## Architektura

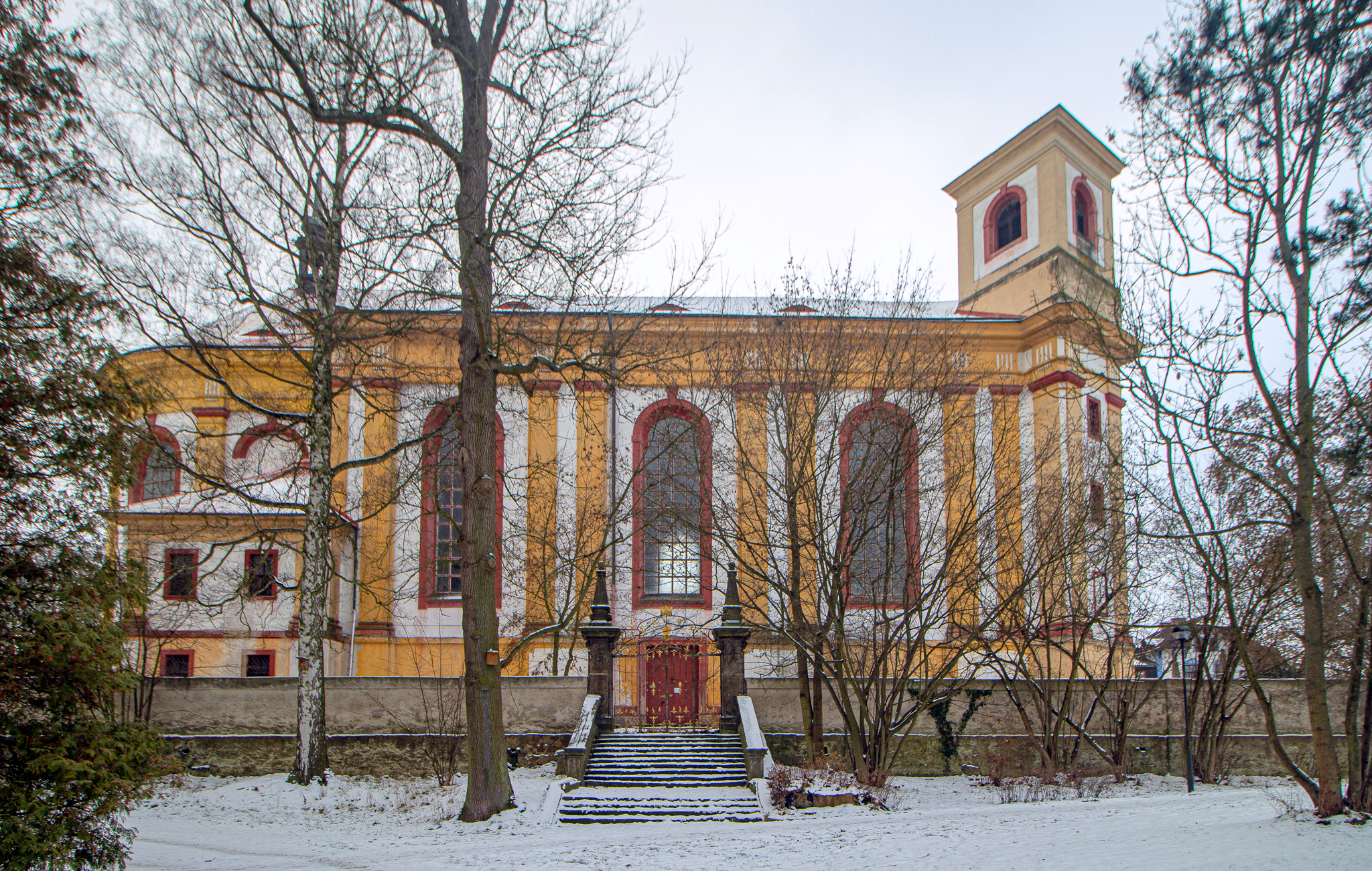
Kostel v Dubé z boku

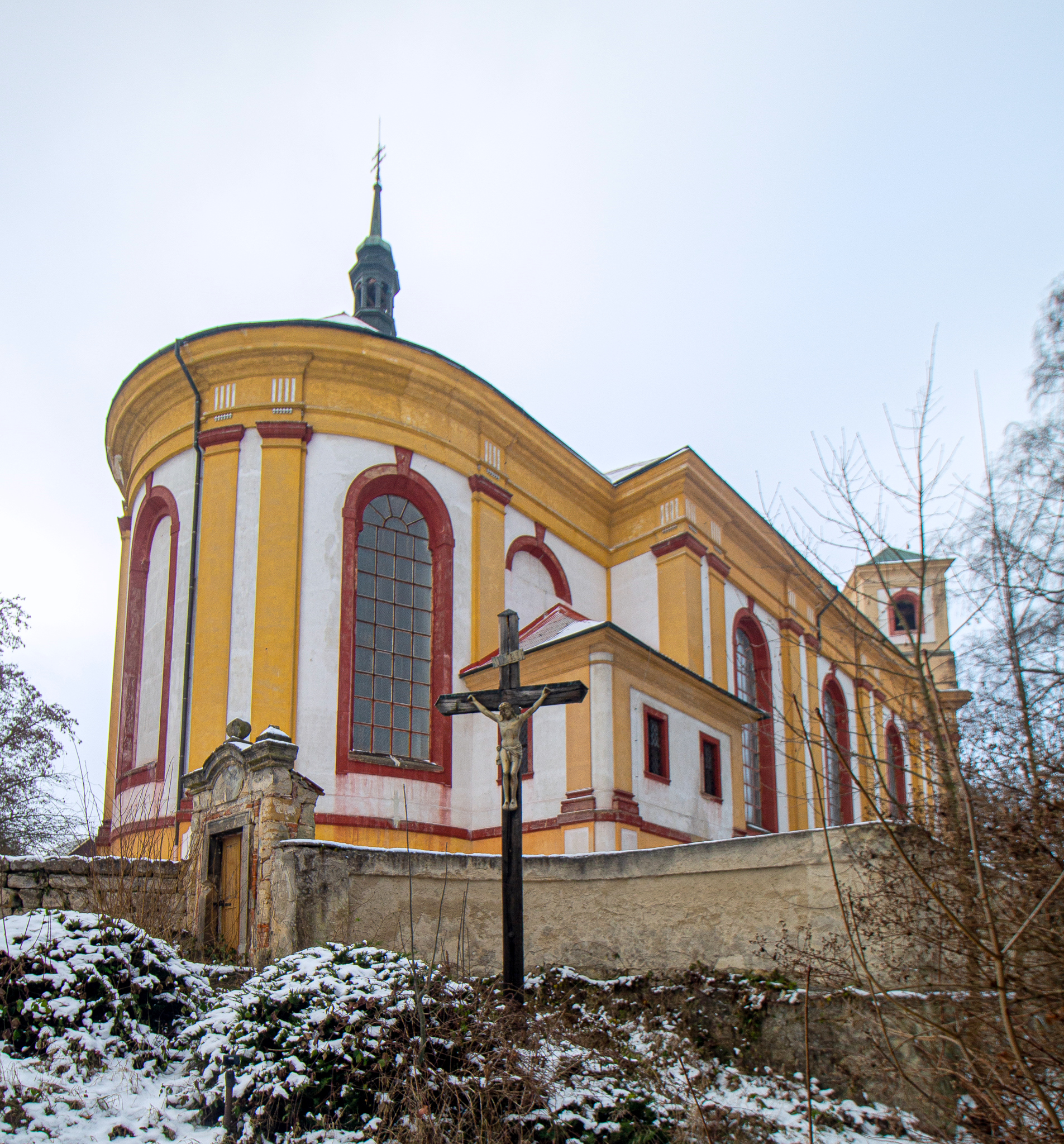
Závěr kostela v Dubé

### Exteriér
Kostel je jednolodní, obdélný s půlkruhově uzavřeným presbytářem. Po stranách presbytáře jsou obdélné prostory sakristie a komory s oratořemi v patře. Západní průčelí je dynamicky konvex-konkávně zprohýbáno mezi dvěma nakoso postavenými věžemi, které jsou kryty jehlany. Průčelí je členěno pilastry a nikami. Uprostřed má pravoúhlý portál a okno půlkruhově uzavřené s přepásanou šambránou. Průčelí má trojúhelně ukončený štít s čtyřlistým oknem. Boční stěny jsou zevně jednoduché, členěné jen dvojicemi pilastrů na vysokých soklech a vysokými, půlkruhově uzavřenými okny s šambránami s klenákem a pásy.

### Interiér
Uvnitř kostel člení stěny mohutné trojboké pilíře s představěnými čtvrtsloupy vpředu a pilastry na bocích, které nesou mohutné úseky bohatě profilovaně zalamovaného kladí. Loď má v klenbě tři pole valené klenby s lunetami do pásů. Presbytář je sklenut jedním polem a konchou. Boční prostory mezi pilíře jsou sklenuty napříč vzestupnou valenou klenbou. Kruchta spočívá na dvou kamenných svazkových sloupcích a třech arkádách. Je mírně konvexně vypjatá do lodi.

### Vybavení
Zařízení je jednotné, rokokové. Pochází z období kolem roku 1755 a je dílem Františka Adámka a Jana Chládka. Hlavní oltáře je rámový, signovaný vzadu ve svatostánku „Joannes Chladek Pilthauer 1755 r.“, obraz signován „FB 1755“ (Balko?). Po stranách oltáře nad brankami jsou sochy sv. Petra a sv. Pavla (oltář štafíroval roku 1821 A. Heller). Dva boční oltáře a kazatelna jsou zřejmě dílem Fr. Adámka. Vpravo se nachází oltář sv. Jana Nepomuckého s obrazem z období vzniku oltáře a sochami sv. Jana Evangelisty a sv. Jana Křtitele. Na oltáři je pak milostný obraz Panny Marie v bohatém rokokovém rámu. Milostný obraz je patrně kopií některé byzantské Madony. Vlevo je oltář Panny Marie Bolestné s obrazem Piety, který je signován „FB pinxit 1755“. Po stranách oltáře se nacházejí sochy sv. Filipa Benitia a sv. Juliany Falconieri, zakladatelů servitů. Tyto sochy patronů servitů odkazují na přímou spojitost s klášterem v Konojedech, s nímž byla rodina Šporků spjata.
Na kazatelně na amboně jsou sochy dvou evangelistů. Na stříšce kazatelny jsou sochy čtyř církevních otců, nad nimiž nejvýše stojí Ježíš Kristus. Proti kazatelně na triumfálním oblouku je obraz Nanebevzetí Panny Marie v rozvilinovém rámci. Jedná se o původní obraz hlavního oltáře kostela Nanebevzetí Panny Marie, od F. J. Richtera z České Lípy z roku 1729. Pod obrazem je barokní kamenná křtitelnice, která je výrazným dílem. Na křtitelnici je socha sv. Jana Křtitele jako chlapečka, ukazujícího na beránka. Na soklu se nachází reliéf novozákonního výjevu Kázání sv. Jana Křtitele na poušti. Dřevěný příklop křtitelnice je opatřen sousoším Křtu Kristova, dílo ze čtyřicátých let 18. století.
Varhany jsou ozdobeny větším počtem andílků, které pocházejí také z dílny Františka Adámka z období kolem roku 1755. Postaveny byly roku 1788 řezbářem Katzerem z Králík. Křížová cesta je dílem A. Ungermanna z roku 1810. Obraz sv. Antonína Paduánského je od E. Svobody z roku 1834. Obrazy Neposkvrněného Početí Panny Marie, sv. Aloise a Krista na hoře Olivetské pocházejí od malíře Steffena z roku 1869.

## Okolí kostela

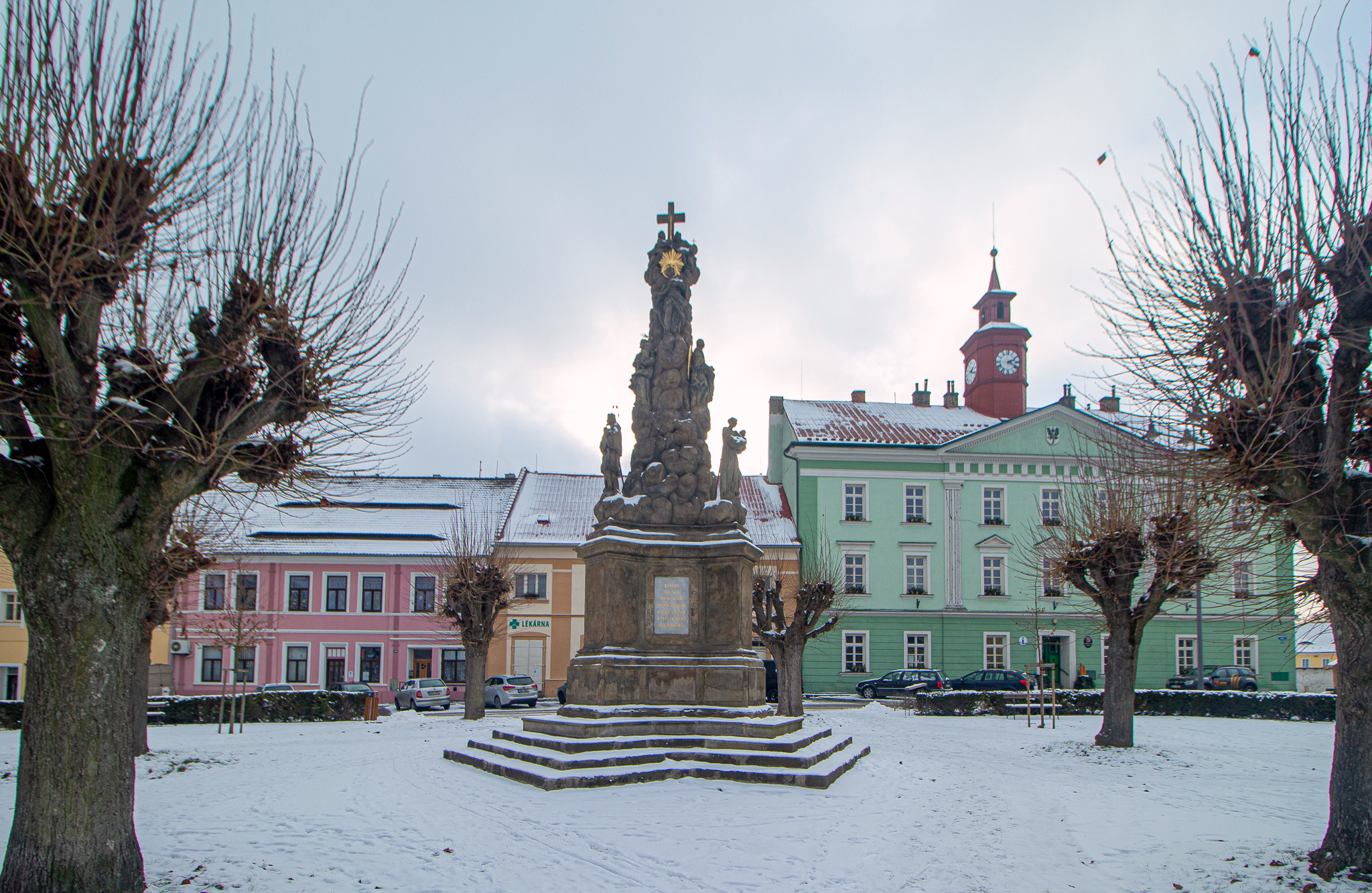
Sousoší Nejsvětější Trojice v Dubé

### Hřbitov
Kolem kostela je hřbitov s zdí z období výstavby kostela s branami a mřížemi. Nad pilíři jsou pyramidy. Po severní straně je představeno, již z období výstavby kostela, malé schodiště se sochami sv. Václava a sv. Ludmily. Na hřbitově u kostela sv. Petra a Pavla je několik empírových pomníků z 19. století.

### Fara
Místní fara poblíž kostela je původní, barokní z roku 1737. Opravena byla po požáru v roce 1845. Jedná se o obdélnou, jednopatrovou stavbu, která má v přízemí okna se šambránami s uchy.

### Sochy
Nedaleko od kostela uprostřed Masarykova náměstí stojí sousoší Nejsvětější Trojice s Panny Marií. Pochází z roku 1726 a bylo darem Anny Kateřiny Swéerts-Sporckové. Nejvýše na sousoší se nachází zpodobnění Nejsvětější Trojice, níže Panny Marie a na nižším stupni pak sochy sv. Josefa, Anděla strážce a sv. Judy Tadeáše. Dole jsou pak sochy sv. Jana Nepomuckého, sv. Antonína Paduánského a sv. Ivana. Původní reliéfní zobrazení sv. Kateřiny, sv. Václava a sv. Floriána se nezachovaly.
Před farou stojí socha sv. Jana Nepomuckého z roku 1740. V místě zvaném „Na máchadle“ se nalézá socha sv. Floriána z období po polovině 18. století.